# Érguete
Érguete és una organització sense ànim de lucre amb seu a la ciutat de Vigo, que va sorgir el 1984 com a iniciativa d'un grup de mares, liderades per Carmen Avendaño, que tenien en comú la drogoaddicció d'alguns dels seus fills o filles.
L'associació es va legalitzar el 1985 i la seva lluita es va centrar en la denúncia del tràfic de drogues i en la reivindicació de recursos professionals i públics, així com en el tractament de la drogodependència.

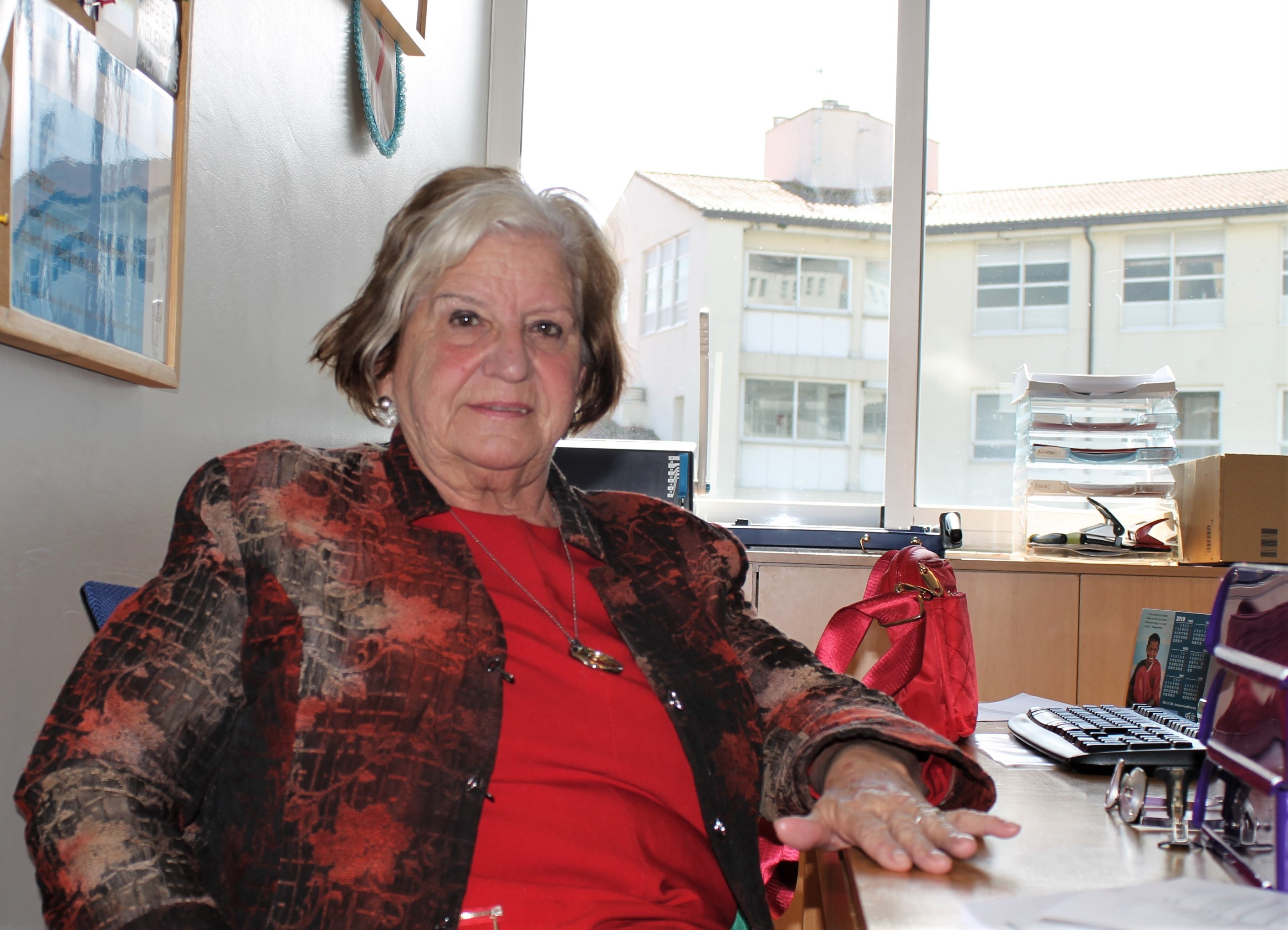
Carmen Avendaño, fundadora d'Érguete.

## Trajectòria
Érguete té finalitats d'interès general per a la comunitat, dirigides a facilitar la incorporació sociolaboral de persones en risc o situació d'exclusió social, amb una metodologia de treball basada en la inserció i la prevenció. Treballen per generar oportunitats i proporcionar serveis, així com promoure hàbits de vida saludables, sempre tenint en compte la perspectiva de gènere.
Van començar proporcionant assistència jurídica i social, però la gent necessitava suport en la seva integració sociolaboral. D'aquesta manera, la Fundació Érguete-Integració es va crear el 1999, juntament amb l'associació Érguete.

### Programes d'intervenció
L'associació té sis programes d'intervenció:
- Prevenció: és el programa d'informació i orientació dirigit a la comunitat educativa, incloent-hi famílies, alumnes i professors. Té com a objectiu anticipar possibles situacions de risc relacionades amb el consum de drogues i altres addiccions. Cobreix el temps d'oci, els estudis, la cultura, els esports i la vida social en general, promovent bones pràctiques de vida saludable i una àmplia xarxa de suport.

- SIORT: és un servei integral d'informació i orientació sociolegal dins l'àmbit de les conductes addictives de risc.Ventura Fernández Fariña, fundador d'Érguete O Grove.[4]

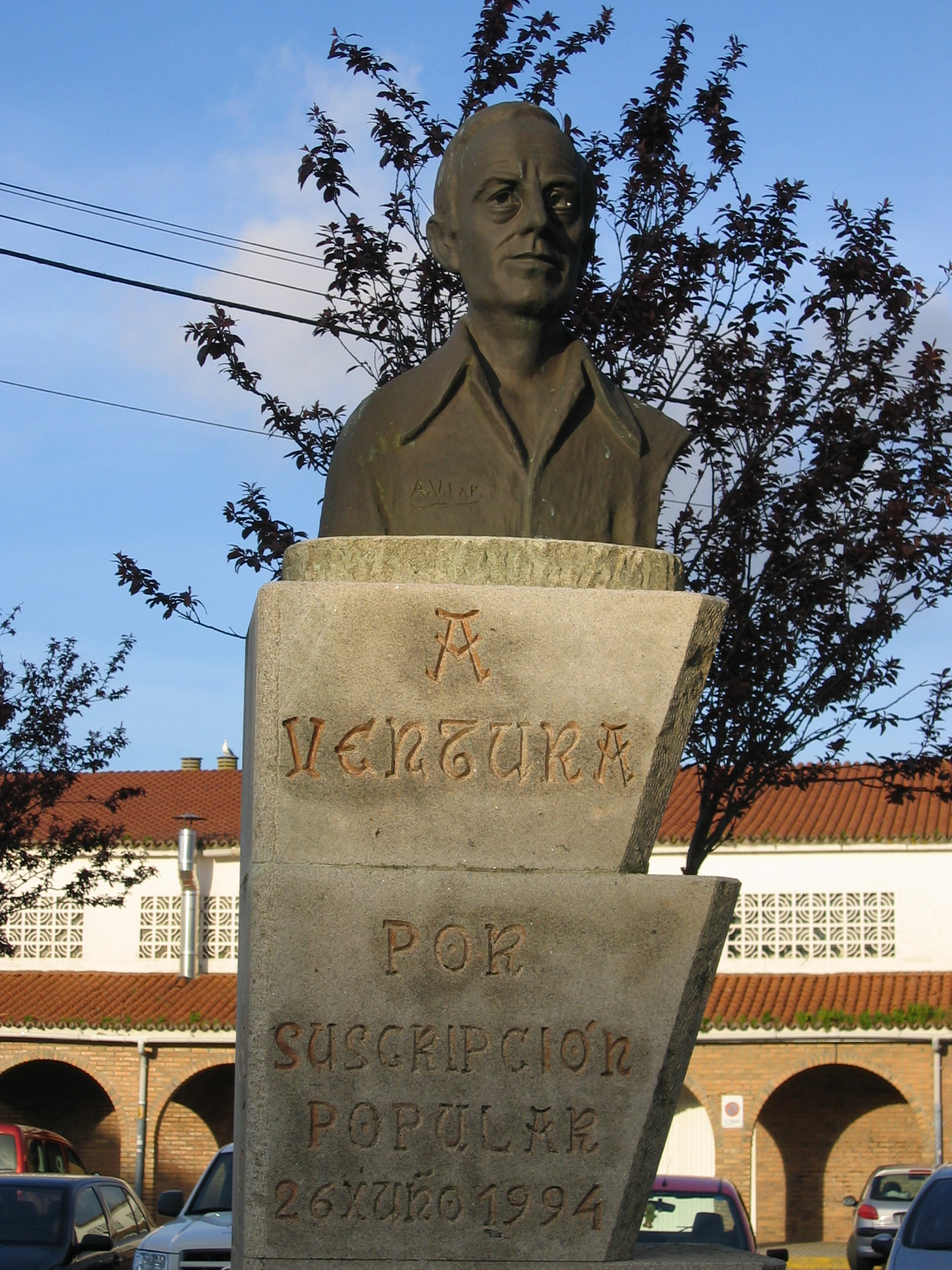
Ventura Fernández Fariña, fundador d'Érguete O Grove.

- El programa d'Habitatge de Suport està format per tres habitatges a Vigo, on es duen a terme accions programades amb persones en risc d'exclusió social, per donar-los l'oportunitat d'adaptació personal i incorporació a la societat.

- Mírate: és un programa amb perspectiva de gènere, dirigit a dones privades de llibertat. Amb una intervenció socioeducativa, l'objectiu és millorar la seva qualitat de vida. Es duu a terme al Centre Penitenciari de La Lama i a les instal·lacions de l'Associació.

- El PFIS, un programa d'intervenció socioeducativa per a: menors amb problemes de comportament, en situació de compliment de mesures judicials i sense protecció o per sancions administratives per possessió de cànnabis⁣; adults que compleixen condemnes de presó en segon grau penal, en tercer grau penal, en règim de semillibertat o amb mesures alternatives a la privació de llibertat. Ofereixen intervenció individualitzada per a la reeducació i la reinserció social.
- AUTO-T és un programa en què participen reclusos classificats en primer grau de les presons d'A Lama (Pontevedra) i Teixeiro (La Corunya), en què se'ls donen eines per afrontar la vida amb autonomia i confiança, per resoldre conflictes i situacions personals sense violència. L'objectiu és la reinserció personal i social.

### Activitats
Dècades després de la seva fundació, Érguete se centra en les noves tecnologies, els telèfons mòbils, les xarxes socials i Internet, amb l'objectiu d'assessorar les famílies contra l'amenaça de l'addicció digital.
El 2025, amb motiu del quarantè aniversari de l'associació, van organitzar diverses activitats durant tot l'any, recordant la lluita contra la drogodependència i el seu llegat.
L'exposició Érguete. La huella e las madres, un grito que cambió la sociedad, inaugurada el febrer de 2025 al Museu MARCO de Vigo, a més de les obres d'art contemporània que hi participen, posa en context l'època que va donar lloc a l'associació, mostrant materials gràfics, objectes i documents d'arxiu utilitzats en les seves denúncies contra els narcotraficants. Les comissàries de l'exposició, Violeta Janeiro Alfageme i Mariña Carrasco, van destacar que aquest projecte era molt important per a elles, prenent com a referència aquelles mares, les impulsores d'Érguete.

## Premis i reconeixements
Al llarg de la seva història, l'Associació Érguete i la Fundació Érguete han estat reconegudes amb nombrosos premis:
- 1997: Premi León Felipe contra les drogues.

- 2007: Medalla Castelao, de la Xunta de Galícia.[9]
- 2021: Medalla de bronze al mèrit social penitenciari, del Ministeri de l'Interior.
- 2023: Premi a les Bones Pràctiques en Serveis Socials, de la Diputació Provincial de la Corunya.